# بتسی راس (فیلم)
بتسی راس (انگلیسی: Betsy Ross) یک فیلم است که در سال ۱۹۱۷ منتشر شد. از بازیگران آن می‌توان به آلیس بریدی اشاره کرد.